# Hermle
Hermle (рус. Хермле́, Берто́льд Хермле́; полное название Maschinenfabrik Berthold Hermle AG) — германская компания, один из крупнейших производителей фрезерных станков и обрабатывающих центров. Парк станков Hermle по всему миру насчитывает более 22.000 машин, продукция компании используется во многих сферах — главным образом, в медицинской, оптико-механической, авиационной и автомобильной промышленности. В России официальным дистрибьютором компании является ООО «Хермле-Восток», расположенное в Москве.

## История
В 1938 году в Госхайме основана компания «Berthold Hermle» как завод для производства крепежных деталей. В 1953 году предприятие реорганизовано в машиностроительный завод «Maschinenfabrik Berthold Hermle KG». С 1957 года налажен выпуск фрезерных станков, а с 1975 года компания производит фрезерные станки с числовым программным управлением. В 1990 году компания реорганизована в машиностроительный завод «Maschinenfabrik Berthold Hermle AG», а её акции включаются в котировальный лист Франкфуртской и Штутгартской бирж. В этом же году компания въехала в новое административное здание в Госхайме. В 2001 году компания выходит на рынок США.

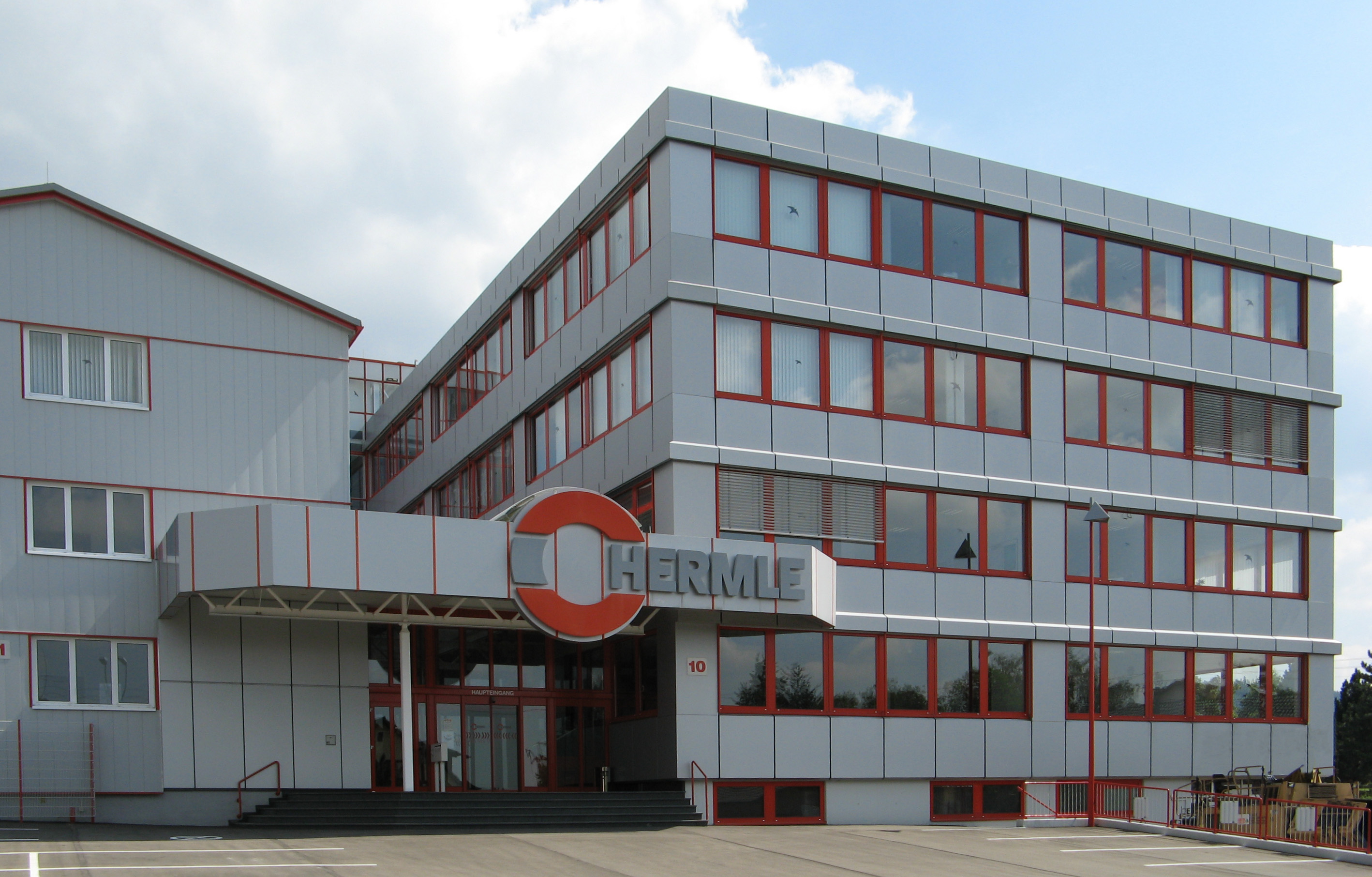
Заводоуправление Hermle AG в Госхайме

## Котировка на бирже
10 апреля 1990 года привилегированные акции Hermle AG в рамках программы по увеличению капитала компании размещены на бирже по цене 320 DM за штуку. На сегодняшний день привилегированные акции Hermle входят в официальный котировальный лист двух крупнейших фондовых бирж Германии — Франкфуртской и Штутгартской, на ряде других бирж они продаются в качестве внесписочных ценных бумаг. Обычные акции Hermle в биржевой торговле не участвуют. Кроме того, компания Berthold Hermle AG входит в CDAX — немецкий биржевой композитный индекс, то есть признана одним из системообразующих предприятий экономики.